# Who Are You: School 2015
Who Are You: School 2015 (hangeul : 후아유: 학교 2015 ; RR : Huayu: Hakgyo 2015)  est une série télévisée sud-coréenne diffusée entre le 27 avril et le 16 juin 2015 sur KBS2 avec Kim So-hyun, Yook Sungjae et Nam Joo-hyuk,.

## Synopsis
Des jumelles sont séparées à la naissance. L'une est adoptée, choyée et populaire, l'autre reste dans un orphelinat et se fait maltraiter par ses camarades de classe. Un jour, toutes deux disparaissent, mais une seule refait surface, amnésique des suites de son accident. Est-ce Eun Byul ou Eun Bi ? L'une peut-elle prendre la place de l'autre ? Pour combien de temps ?

## Distribution

### Acteurs principaux
- Kim So-hyun : Lee Eun-bi/Ko Eun-byeol
  - Kang Ji-woo : Lee Eun-bi/Ko Eun-byeol (jeune)
- Yook Sungjae : Gong Tae-gwang
- Nam Joo-hyuk : Han I-an

### Acteurs secondaires
Classe 2-3
- Lee Pil-mo : Kim Joon-seok (professeur titulaire)
- Jeong Su-yeong : An Joo-Ri (professeur d'anglais)
- Lee David : Park Min-joon (président de l'école)
- Kim Hee-jung : Cha Song-joo
- Lee Cho-hee : Lee Shi-jin
- Cho Soo-hyang : Kang So-young
- Park Doo-sik : Kwon Ki-tae
- Yooyoung : Jo Hae-na
- Jang In-sub : Sung Yoon-jae
- Kim Bo-ra : Seo Young-eun
- Kim Min-seok : Min-Suk
- Choi Hyo-eun : Hyo-Eun
- Lee Jin-gwon : Jin-Kwon
- Ji Ha-yun : Ha-Yun
- Park Ah-seong : Ah-Seong
- Seo Cho-won : Cho-Won
- Jo Byeong-gyu : Byeong-gyu
- Kwon Eun-soo : Eun-soo
- Oh Woo-jin : Woo-jin
- Jeong Ye-ji : Ye-ji
- Lee Seung-ho : Seung-ho
- Han Seong-yeon : Seong-yeon

Facultés de Sekang
- Lee Hee-do : vice-president
- Shin Jung-geun : doyen des étudiants
- Jung Soo-young : Ahn Ju-ri
- Lee Si-won : Jung Min-young
- Choi Dae-chul : entraîneur de natation
- Kim Jin-yi : professeur de santé

Les parents
- Jeon Mi-seon : Song Mi-kyung (la mère adoptive de Eun-byul)
- Jeon No-min : directeur Gong Jae-ho (le père de Tae-kwang)
- Jung In-gi : Park Joon-hyung (le père de Min-joon)
- Kim Jung-nan : Shin Jung-min (la mère de Min-joon)
- Kim Se-ah : Shin Yi-young (la mère de Shi-jin)
- Jo Deok-hyun : procureur Kang (le père de So-young)
- Jung Jae-eun : la mère de So-young
- Lee Dae-yeon : Han Ki-choon (le père de Yi-ahn)

Acteurs étendus
- Yang Hee-kyung : Park Min-kyung (administrateur de House of Love)
- Lee Kang-min et Yoo Se-hyung : Yi-ahn's swimming seniors
- Yoo Yeon-mi : Yeon Mi-joo

## Réception
| Nombre d'épisodes | Date de diffusion | Part d'audience moyenne | Part d'audience moyenne     | Part d'audience moyenne | Part d'audience moyenne     |
| Nombre d'épisodes | Date de diffusion | TNmS Ratings            | TNmS Ratings                | AGB Nielsen             | AGB Nielsen                 |
| Nombre d'épisodes | Date de diffusion | Tout le pays            | Région de la capitale Séoul | Tout le pays            | Région de la capitale Séoul |
| ----------------- | ----------------- | ----------------------- | --------------------------- | ----------------------- | --------------------------- |
| 1                 | 27 avril 2015     | 4.8%                    | 5,1 %                       | 3.8%                    | 3.4%                        |
| 2                 | 28 avril 2015     | 4.8%                    | 4.8%                        | 4,2 %                   | 3,8 %                       |
| 3                 | 4 mai 2015        | 6,5 %                   | 6,6 %                       | 4,1 %                   | 4,1 %                       |
| 4                 | 5 mai 2015        | 6,3 %                   | 6,8 %                       | 5,9 %                   | 5,7 %                       |
| 5                 | 11 mai 2015       | 6,7 %                   | 7,4 %                       | 5,0 %                   | 5,6 %                       |
| 6                 | 12 mai 2015       | 7,1 %                   | 7,8 %                       | 6,0 %                   | 6,5 %                       |
| 7                 | 18 mai 2015       | 7,3 %                   | 8,0 %                       | 6,0 %                   | 6,4 %                       |
| 8                 | 19 mai 2015       | 7,6 %                   | 8,0 %                       | 6,7 %                   | 7,2 %                       |
| 9                 | 25 mai 2015       | 7,8 %                   | 8,9 %                       | 6,8 %                   | 7,0 %                       |
| 10                | 26 mai 2015       | 7,4 %                   | 8,2 %                       | 7,1 %                   | 7,1 %                       |
| 11                | 1er juin 2015     | 8,2 %                   | 9,2 %                       | 6,9 %                   | 7,9 %                       |
| 12                | 2 juin 2015       | 8,1 %                   | 8,9 %                       | 7,0 %                   | 7,6 %                       |
| 13                | 8 juin 2015       | 8,9 %                   | 10,3 %                      | 7,7 %                   | 8,1 %                       |
| 14                | 9 juin 2015       | 8,6 %                   | 9,9 %                       | 8,1 %                   | 8.6%                        |
| 15                | 15 juin 2015      | 9,2 %                   | 10,0 %                      | 7,5 %                   | 8,1 %                       |
| 16                | 16 juin 2015      | 9.7%                    | 11.7%                       | 8.2%                    | 8,5 %                       |
| Moyenne           | Moyenne           | 7,4 %                   | 9,2 %                       | 6,3 %                   | 6,6 %                       |

## Prix et nominations
| Année | Prix                   | Catégorie                                      | Bénéficiaire                | Résultat   |
| ----- | ---------------------- | ---------------------------------------------- | --------------------------- | ---------- |
| 2015  | 8th Korea Drama Awards | Meilleur nouvel acteur                         | Yook Sungjae                | Nomination |
| 2015  | 8th Korea Drama Awards | Meilleur nouvel acteur                         | Nam Joo-hyuk                | Nomination |
| 2015  | 8th Korea Drama Awards | Meilleure nouvelle actrice                     | Cho Soo-hyang               | Nomination |
| 2015  | 8th Korea Drama Awards | Artiste de l'année                             | Kim So-hyun                 | Lauréat    |
| 2015  | 4th APAN Star Awards   | Meilleur nouvel acteur                         | Yook Sungjae                | Nomination |
| 2015  | 4th APAN Star Awards   | Meilleur nouvel acteur                         | Nam Joo-hyuk                | Lauréat    |
| 2015  | KBS Drama Awards       | Meilleure série dramatique                     | Who Are You: School 2015    | Nomination |
| 2015  | KBS Drama Awards       | Prix d'excellence, acteur dans une mini-série  | Yook Sungjae                | Nomination |
| 2015  | KBS Drama Awards       | Prix d'excellence, actrice dans une mini-série | Kim So-hyun                 | Nomination |
| 2015  | KBS Drama Awards       | Meilleure nouvelle actrice                     | Kim So-hyun                 | Lauréat    |
| 2015  | KBS Drama Awards       | Prix Netizen, actrice                          | Kim So-hyun                 | Lauréat    |
| 2015  | KBS Drama Awards       | Prix de popularité, acteur                     | Yook Sungjae                | Nomination |
| 2015  | KBS Drama Awards       | Prix de popularité, acteur                     | Nam Joo-hyuk                | Lauréat    |
| 2015  | KBS Drama Awards       | Prix de popularité, actrice                    | Kim So-hyun                 | Nomination |
| 2015  | KBS Drama Awards       | Meilleur couple de prix                        | Yook Sungjae et Kim So-hyun | Lauréat    |
| 2015  | KBS Drama Awards       | Meilleur couple de prix                        | Nam Joo-hyuk et Kim So-hyun | Nomination |

### Sources
- (en) Cet article est partiellement ou en totalité issu de l’article de Wikipédia en anglais intitulé « Who Are You: School 2015 » (voir la liste des auteurs).